# Charles Burnett (director)
Charles Burnett (nascut el 13 d'abril de 1944) és un director de cinema, productor de cinema, escriptor, editor, actor, fotògraf i director de fotografia nord-americà. Les seves pel·lícules més populars inclouen Killer of Sheep (1978), My Brother's Wedding (1983), To Sleep with Anger (1990), L'escut de vidre (1994), i Namibia: The Struggle for Liberation (2007). Ha participat en altres tipus de pel·lícules com curtmetratges, documentals i sèries de televisió.
Anomenat "un dels millors cineastes d'Amèrica" pel Chicago Tribune i The New York Times, com "el gran cineasta menys conegut i el director negre més dotat del país". Burnett ha tingut una llarga i diversa carrera.

## Orígens
Burnett va néixer el 13 d'abril de 1944 a Vicksburg (Mississipí), fill d'un ajudant d'infermeria i un pare militar. Segons una anàlisi d'ADN, descendeix principalment de persones de Sierra Leone.El 1947, la família de Charles es va traslladar a Watts, un barri majoritàriament negre al sud de Los Angeles. Burnett estava interessat a expressar-se a través de l'art des de jove, però l'economia la pressió per mantenir una feina estable li va impedir seguir el cinema o l'art a la universitat.

### Influència de Watts
Watts va tenir un efecte significatiu en la vida i l'obra de Burnett. La comunitat, que va guanyar notorietat l'any 1965 quan els violents disturbis a la zona van causar la mort de 34 persones i van ferir més de 1.000, va tornar a ser notícia el 1992 quan els manifestants es van dedicar al saqueig i l'incendi després de l'absolució dels policies jutjats per la pallissa de Rodney King. Burnett ha dit que el barri tenia una forta influència del sud a causa del gran nombre de sudistes que vivien a la zona. Watts influeix fortament en la temàtica de les seves pel·lícules, que sovint gira al voltant del folklore del sud barrejat amb temes moderns. La seva pel·lícula Killer of Sheep es va ambientar a Watts.

### Universitat
Burnett es va matricular per primera vegada a Los Angeles City College per estudiar electrònica en preparació per a una carrera d’electricista. Insatisfet, va prendre una classe d'escriptura i va decidir que les seves ambicions artístiques anteriors havien de ser explorades i posades a prova. Va obtenir una llicenciatura en escriptura i idiomes a la Universitat de Califòrnia a Los Angeles.
En una entrevista per a Cahiers du Cinéma, Burnett va especular que "un greu impediment de la parla" podria haver-lo portat a convertir-se en cineasta: {{Sempre em vaig sentir com un observador de fora, que no podia participar perquè no podia parlar molt bé. Així que aquesta incapacitat per comunicar-me m'ha d'haver portat... a trobar altres mitjans per expressar-me... M'han agradat molt els nens amb els quals vaig créixer. Vaig sentir l'obligació d'escriure alguna cosa sobre ells, d'explicar què els anava malament. Crec que aquest va ser el motiu pel qual vaig començar a fer aquestes pel·lícules.}}

### Escola de Cinema d’UCLA Film School i el Black Independent Movement
Burnett va continuar la seva formació a l'escola de cinema de la UCLA, obtenint un màster en Belles Arts en arts teatrals i cinema. Les seves experiències a la UCLA van tenir una profunda influència en el seu treball i en els estudiants i professors amb els quals va treballar. es van convertir en els seus mentors i amics. Alguns companys foren Larry Clark, Julie Dash, Haile Gerima, i Billy Woodberry. La implicació dels estudiants en les pel·lícules dels altres es destaca pel treball de Burnett com a director de fotografia de la pel·lícula de Haile Gerima de 1979 Bush Mama, com a membre de la tripulació de la pel·lícula de Julie Dash de 1982 Illusions, i com a escriptor i càmera de Bless Their Little Hearts de Billy Woodberry. Els seus professors Elyseo Taylor, que va crear el departament d'Etno-Comunicacions, i Basil Wright, un documentalista britànic, també van tenir una influència significativa en el seu treball.
Els turbulents esdeveniments socials de 1967 i 1968 van ser vitals per establir el moviment cinematogràfic de la UCLA conegut com "Black Independent Movement", en el qual Burnett va estar molt implicat. Les pel·lícules d'aquest grup de cineastes africans i afroamericans van tenir una gran rellevància per a la política i la cultura dels anys 60, però es van mantenir fidels a la història de la seva gent. Els seus personatges van passar de la classe mitjana a la classe treballadora per destacar la tensió causada pel conflicte de classes dins de les famílies afroamericanes. Els escriptors i directors independents es van allunyar del corrent principal i van obtenir l'aprovació de la crítica per mantenir-se fidels a la història afroamericana.
Un altre èxit del Black Independent Movement i Burnett va ser la creació del Third World Film Club. El club es va unir amb altres organitzacions en una campanya reeixida per trencar el boicot estatunidenc que prohibeix totes les formes d'intercanvi cultural amb Cuba. Molts crítics han comparat les pel·lícules del Black Independent Movement amb les pel·lícules neorrealistes italianes dels anys quaranta, les pel·lícules del cinema del Tercer Món de finals dels anys seixanta i setanta i la nova onada iraniana dels anys noranta. Quan el moviment va florir, molts països del Tercer Món es van veure implicats en una lluita per la revolució, la qual cosa els va inspirar a crear pel·lícules que expressessin les seves pròpies visions indígenes de la seva història i cultura. A més de mantenir-se fidels a la història, moltes pel·lícules del Black Independent Movement s'han considerat una resposta a les pel·lícules de Hollywood i blaxploitation que eren populars en aquell moment.

## Inici de carrera
Els primers treballs de Burnett inclouen les seves pel·lícules d'estudiants de la UCLA fetes amb amics, Several Friends (1969) i The Horse (1973), en què va ser el director, productor i editor.

## Principals pel·lícules

### Killer of Sheep(1978)
El primer llargmetratge de Burnett, Killer of Sheep, va ser la seva tesi de màster a la UCLA. Burnett va trigar cinc anys a acabar-la, aparentment a causa de l'empresonament d'un dels actors de la pel·lícula, i es va estrenar al públic l'any 1978. El repartiment estava format principalment pels seus amics i companys de cinema i es va filmar principalment amb una càmera de mà, aparentment en estil documental. El personatge principal va ser interpretat per Henry G. Sanders, un veterà del Vietnam que havia estudiat cinema a Los Angeles City College i estava matriculat a diverses classes a UCLA. Sanders va continuar. a una carrera al cinema i a la televisió, incloent papers a Rocky Balboa, ER, Miami Vice, i The West Wing. El personatge femení principal de Killer of Sheep va ser interpretat per Kaycee Moore, que va actuar a la pel·lícula de l'antiga companya de classe de la UCLA Julie Dash Daughters of the Dust. La història segueix el protagonista Stan, un treballador d'un escorxador, que lluita per guanyar prou diners per mantenir la seva família. Segons el lloc web de la pel·lícula, la pel·lícula “no ofereix cap solució; només presenta la vida”. Killer of Sheep gira al voltant dels rituals, en la família, la infància, l'opressió i la resistència a l'opressió. La banda sonora de balades, jazz i blues inclou els artistes Faye Adams, Dinah Washington, Gershwin, Rachmaninov, Paul Robeson, i Earth Wind & Fire. La pel·lícula només es va projectar de tant en tant a causa de la seva mala qualitat d'impressió de 16 mm i no va aconseguir una distribució generalitzada a causa del cost i la complexitat d'assegurar els drets musicals. Va ser restaurada per l'arxiu de cinema i televisió de la UCLA en una nova impressió de 35 mm de qualitat molt superior. La pel·lícula reestrenada va guanyar una sèrie de premis, inclòs el premi de la crítica al Festival Internacional de Cinema de Berlín, primer lloc al Festival de Cinema de Sundance als anys 80, llavors anomenat Festival de Cinema dels Estats Units, i un premi especial de la crítica del Cercle de Crítics de Cinema de Nova York de 2007.Va ser inclosa a la llista del National Film Registry de 1990. A més, va ser escollida com una de les 100 pel·lícules essencials de tots els temps per la National Society of Film Critics el 2002. Burnett va rebre una beca Guggenheim Foundation el 1981, després de la finalització de la pel·lícula.

### My Brother's Wedding(1983)
Burnett va ser director, productor, director de fotografia i guionista de My Brother's Wedding. My Brother's Wedding va ser el seu segon llargmetratge, però no es va estrenar a causa d'una crítica mixta a The New York Times després de projectar-se al New Directors/New Films Festival el 1983. Igual que a Killer of Sheep, molts dels actors de la pel·lícula eren aficionats, inclosa la dona del dissenyador de vestuari. El paper de Pierce Mundy, el protagonista, va ser interpretat per Everett Silas. Mundy lluita per triar entre l'existència de classe mitjana del seu germà i el món obrer del seu millor amic. La pel·lícula va ser el primer llargmetratge que Burnett va rodar amb una pel·lícula en color de 35 mm. El seu cost va ser estimat en 80.000 dòlars. La pel·lícula va ser adquirida per Milestone Films, restaurada pel Pacific Film Archive a la Universitat de Califòrnia a Berkeley, i reeditada digitalment per Burnett.

### To Sleep with Anger(1990)
To Sleep with Anger va ser la primera pel·lícula de major pressupost de Burnett, amb un cost estimat d'1,4 milions de dòlars. La subvenció que va rebre de la Fundació John D. i Catherine T. MacArthur va ajudar a Burnett a mantenir la seva família mentre treballava a la pel·lícula. La subvenció de 250.000 dòlars repartits al llarg de cinc anys s'atorga a persones dotades per dur a terme projectes personals. La pel·lícula es va ambientar a South Central LA i va seguir els mateixos temes de la família i el folklore del sud que la majoria de les seves pel·lícules. La història tracta d'una família de classe mitjana baixa de Los Angeles que acull un convidat del sud que s'allotja més de la seva benvinguda i provoca un pertorbació important a la família. La inestabilitat de la família sembla reflectir la volatilitat de la comunitat en general. To Sleep with Anger va ser la primera pel·lícula de Burnett amb actors professionals. Els actors principals inclouen Danny Glover, Paul Butler, Mary Alice, Carl Lumbly i Vonetta McGee. Glover, que interpreta a Harry Mention, va acceptar una tarifa reduïda i va invertir en la producció. Favorit de taquilla conegut pel seu paper a les pel·lícules d’Arma letal, Glover va continuar protagonitzant moltes produccions d'èxit com The Royal Tenenbaums, Dreamgirls, 2012 i Death at a Funeral. Encara que molt aclamada per la crítica, To Sleep with Anger va tenir un mal rendiment a la taquilla. Burnett ho atribueix a una mala distribució i a la manca de bon gust. La pel·lícula va guanyar molts premis, inclòs el millor guió de la National Society of Film Critics (el primer premi d'aquest tipus que es concedeix a un escriptor afroamericà). Altres premis inclouen dos Independent Spirit Awards al millor director i al millor guió, i el premi Maya Deren de l'American Film Institute, el premi especial de reconeixement del jurat al Festival de Cinema de Sundance de 1990, un premi especial de l'Associació de Crítics de Cinema de Los Angeles i nominacions per a Burnett i Glover de l'Associació de Crítics de Cinema de Nova York.

### L'escut de vidre(1994)
L'escut de vidre segueix una història de corrupció i racisme al Departament del Sheriff del Comtat de Los Angeles. Va ser la primera pel·lícula de Burnett dirigida a un públic més ampli, amb Ice Cube, l'artista de rap, com un home injustament condemnat per assassinat. El protagonista de la pel·lícula, JJ Johnson, és interpretat per Michael Boatman. Els temes de la pel·lícula inclouen un fort èmfasi en la impotència dels seus personatges afroamericans i dels personatges femenins. El company del Sheriff's Deputy de Johnson, la primera dona a l'estació, es veu obligada a tractar el sexisme tant al departament del xèrif com als carrers. El diputat és interpretat per Lori Petty, que va continuar per convertir-se en director a la pel·lícula de 2008 The Poker House. L'escut de vidre va ser nominat al premi Lleopard d’Or al Festival Internacional de Cinema de Locarno de 1994. Va recaptar aproximadament 3.000.000 de dòlars als EUA.

### Namibia: The Struggle for Liberation(2007)
Namibia: The Struggle for Liberation segueix la història de les dificultats de Namíbia mentre intentava guanyar-se la independència del domini sud-africà. La pel·lícula es basa de manera lliure en les memòries del primer president de Namíbia, Sam Nujoma, l'antic líder de l'Organització Popular del Sud-oest d'Àfrica SWAPO, Where Others Wavered, i es va informar que era una celebració de l'alliberament encarregada pel govern. Els dos actors principals de la pel·lícula, Carl Lumbly i Danny Glover, van participar en les pel·lícules anteriors de Burnett, amb Lumbly i Glover apareixent tots dos a To Sleep with Anger. La pel·lícula es va rodar a Namíbia i el càsting va ser especialment difícil perquè les més de 200 parts parlants es van donar majoritàriament a namibis locals, molts dels quals tenien diferents dialectes. La pel·lícula va ser una selecció de la nit d'obertura al Festival de Cinema Africà de Nova York de 2008.

## Documentals
Burnett ha realitzat molts documentals com America Becoming (1991), Dr. Endesha Ida Mae Holland (1998), Nat Turner: A Troublesome Property (2003), For Reel? (2003), i Warming by the Devil's Fire (2003) que formava part d'una sèrie de televisió anomenada The Blues. America Becoming va ser un documental fet per a la televisió finançat per la Ford Foundation. El documental es va concentrar en la diversitat ètnica a Amèrica, especialment les relacions entre els immigrants recents i altres grups racials. Dr. Endesha Ida Mae Holland va ser un breu documental sobre una activista dels drets civils, dramaturg i professora que va lluitar dur per superar els obstacles causats pel racisme i la injustícia. Nat Turner: A Troublesome Property va comptar amb l'actor i amic de Burnett Carl Lumbly. La pel·lícula va guanyar un premi de cinematografia l'any 2003 del Long Beach International Film Festival. Warming by the Devil's Fire va ser un episodi del documental PBS de la compilació de sis parts de Martin Scorsese. Burnett va treballar com a productor del documental For Reel?.

## Curtmetratges
Burnett va participar en molts curtmetratges com Several Friends (1969), The Horse (1973), When It Rains (1995), Olivia's Story (2000), i Quiet as Kept (2007). When It Rains segueix la història d'un músic que intenta ajudar el seu amic a pagar-li el lloguer. Quiet as Kept és una història sobre una família traslladada després de l'huracà Katrina.

## Telefilms
Burnett ha dirigit moltes pel·lícules fetes per a televisió, com ara Nightjohn (1996), Oprah Winfrey Presents: The Wedding (1998), Selma, Lord, Selma (1999), Finding Buck McHenry (2000), i Relative Stranger (2009). Nightjohn va ser una adaptació d'una novel·la de Gary Paulsen, i es va estrenar a Disney Channel el 1996 amb gran elogi. La història segueix un esclau fugitiu que aprèn a llegir i a llegir. torna a la seva antiga casa per ensenyar als altres a llegir i escriure. Nightjohn va rebre el premi Vision dels NAMIC Vision Awards el 1997 i un premi especial de citació de la National Society of Film Critics el 1998, i va ser nominat per a un Young Artist Award pels Young Artists Awards el 1997.
Oprah Winfrey Presents: The Wedding va ser dirigida per Burnett, amb Oprah Winfrey com a productora executiva. Halle Berry i Carl Lumbly protagonitzen aquest drama sobre el matrimoni d'una dona afroamericana rica i un músic blanc pobre. Selma, Lord, Selma, una pel·lícula de Walt Disney Pictures, segueix la història d'una jove inspirada en Martin Luther King Jr. que decideix unir-se a la històrica marxa de protesta de Selma a Montgomery. Selma, Lord, Selma va ser nominada per a un premi Humanitas el 1999 i un premi Image dels Image Awards l'any 2000. Finding Buck McHenry tracta d'un nen que intenta descobrir si el seu entrenador de beisbol és un antic llegenda al beisbol. Finding Buck McHenry va guanyar un Daytime Emmy el 2001, un Silver Award del WorldFest Houston el 2000 i un Young Artists Award el 2001, i va ser nominada per a un Image Award el 2001. Relative Stranger va ser nominat per un Emmy el 2009, un premi a la imatge el 2010 i un premi Vision dels NAMIC Vision Awards el 2010.

## Premis
El 1988 Burnett va guanyar una Beca MacArthur pel seu treball com a cineasta independent.
Burnett va guanyar el premi Freedom in Film del First Amendment Center i del Nashville Independent Film Festival. El premi es va atorgar a Burnett per honrar el seu compromís de presentar contingut cultural i històric que creia que calia discutir, en lloc de centrar-se en l'èxit comercial. Burnett va ser homenatjat per la Film Society of Lincoln Center i el Human Rights Watch International Film Festival el 1997. A més, Burnett va rebre subvencions de la Rockefeller Foundation, la National Endowment for the Arts i el J.P. Fundació Getty. El prestigiós premi Paul Robeson de la Universitat Howard va ser atorgat a Burnett pels èxits al cinema. Per honrar els seus èxits, l'alcalde de Seattle va declarar febrer 20, 1997, Charles Burnett Day.
El setembre de 2017 es va anunciar que Burnett rebria un Governors Award, conegut com a "Oscar honorífic" de l'Acadèmia de les Arts i les Ciències Cinematogràfiques.

## Temes recurrents
Els temes recurrents a l'obra de Charles Burnett eren principalment l'efecte de la història en l'estructura de la família. També es va esforçar per fer pel·lícules sobre afroamericans de la classe treballadora que denunciaven estereotips i tòpics. Burnett ha dit als crítics que fa pel·lícules que tracten les emocions sorgides de problemes reals. com la maduresa i la pròpia identitat. També va trobar un tema recurrent en l'alliberament i la lluita, potser després de la influència del Third World Film Club de la UCLA que va defensar les revolucions que es van produir arreu del món als anys 60 i 70.

## Altres projectes
El 1999, Burnett va dirigir una pel·lícula anomenada The Annihilation of Fish. La pel·lícula és una pel·lícula romàntica interracial protagonitzada per James Earl Jones i Lynn Redgrave que va guanyar el Premi del Jurat del Festival de Cinema de Newport Beach el 2001, el Premi del Públic al Sarasota Film. Festival l'any 2001, i un premi de plata al WorldFest Houston l'any 2000. Burnett i dos directors més, Barbara Martinez Jitner i Gregory Nava, van dirigir la sèrie de televisió American Family. American Family va ser nominada a 2 Emmys i a un Globus d'Or i va guanyar molts altres premis. Burnett també va actuar al documental Pierre Rissient: Man of Cinema amb Clint Eastwood. Actualment està en preproducció de dos projectes cinematogràfics: The Emir Abd El-Kadir i 83 Days: The Murder of George Stinney.
El gener de 2019, es va anunciar que Burnett dirigiria la pel·lícula Steal Away, basada en la fugida de Robert Smalls de l'esclavitud.

## Vida personal
Burnett està casat amb l'actriu i dissenyadora de vestuari Gaye Shannon-Burnett. Tenen dos fills, Steven i Jonathan.

## Filmografia
- Several Friends (curtmetratge, 1969)
- The Horse (curtmetratge, 1973)
- Killer of Sheep (1978)
- My Brother's Wedding (1983)
- Bless Their Little Hearts (1984)
- To Sleep with Anger (1990)
- America Becoming (TV documental, 1991)
- L'escut de vidre (1994)
- When It Rains (curtmetratge, 1995)
- Nightjohn (telefilm, 1996)
- The Final Insult (docuficció curtmetratge, 1997)
- The Wedding (TV, 1998)
- Dr. Endesha Ida Mae Holland (documental curtmetratge, 1998)
- Selma, Lord, Selma (telefilm, 1999)
- The Annihilation of Fish (1999)
- Olivia's Story (curtmetratge, 2000)
- Finding Buck McHenry (telefilm, 2000)
- American Family (sèrie de televisió, 2002)
- Nat Turner: A Troublesome Property (TV documental, 2003)
- For Reel? (TV, 2003)
- The Blues: Warming by the Devil's Fire (TV documental, 2003)
- Namibia: The Struggle for Liberation (2007)
- Quiet as Kept (curtmetratge, 2007)
- Relative Stranger (telefilm, 2009)
- Power to Heal: Medicare and the Civil Rights Revolution (amb Daniel Loewenthal, documental, 2018)